# Crkva sv. Roka u Donjim Vinjanima
Crkva sv. Roka u selu Donji Vinjani, Grad Imotski, zaštićeno kulturno dobro.

## Opis dobra
Župna crkva sv. Roka u Donjim Vinjanima jednobrodna je građevina s transeptom, trijemom na pročelju, preslicom s tri zvona i polukružnom apsidom, dovršena 1882. godine. U unutrašnjosti crkve su dva neobarokna drvena oltara, djela radionice Rako iz Imotskog.

## Zaštita
Pod oznakom Z-3689 zavedena je kao nepokretno kulturno dobro – pojedinačno, pravna statusa zaštićena kulturnog dobra, klasificirano kao "sakralna graditeljska baština".